# 欣快

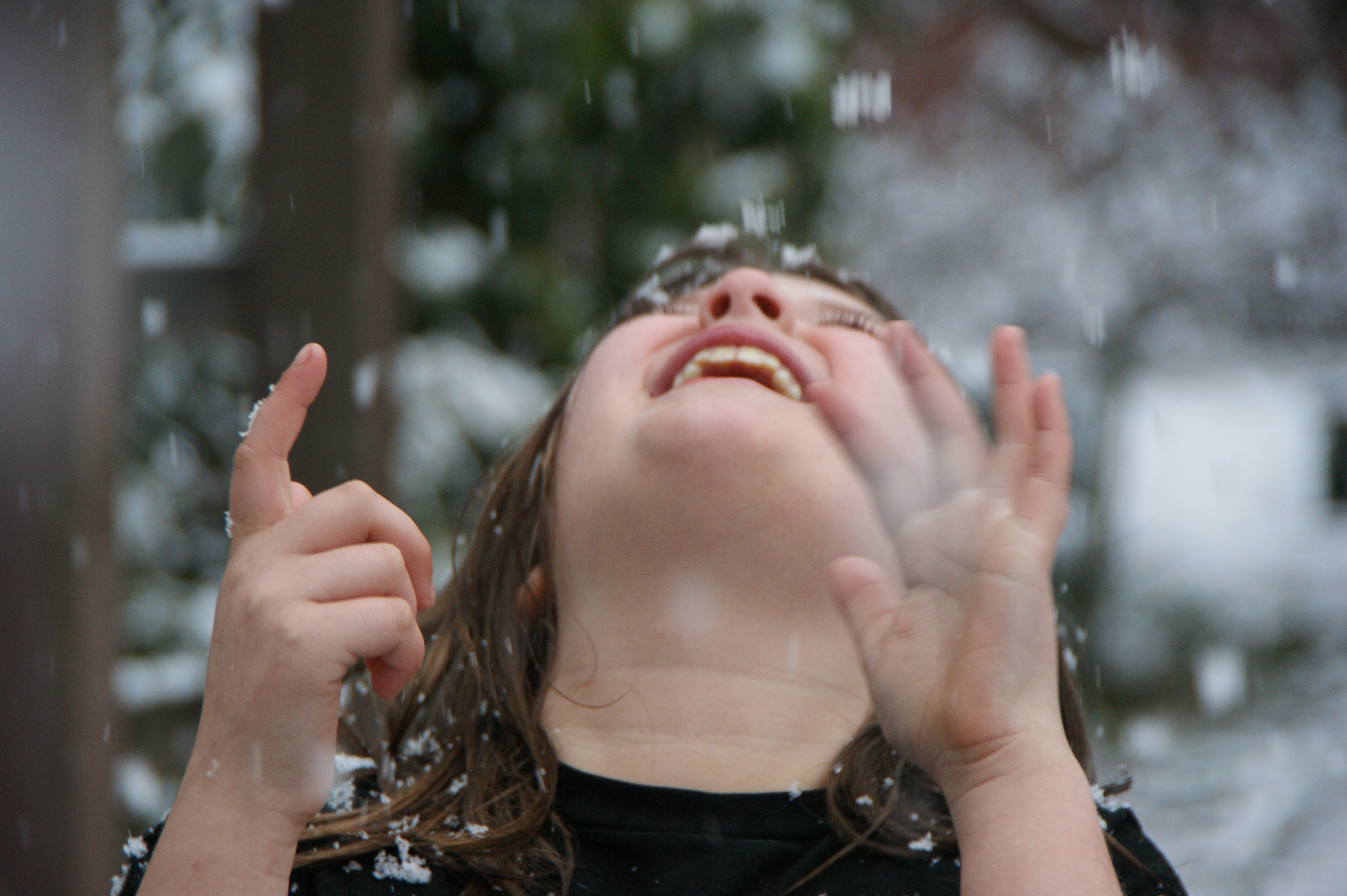
遊玩能引發人腦內强烈的幸福感和滿足感。

欣快或欣快感（英語：euphoria，發音： /juːˈfɔːriə/，来源于古希腊语 ，“轻松、持久的力量”，词义与烦躁相反），在医学上把它当做一种精神和情感的状态。心情愉快、无忧无虑、兴高采烈、异常幸福、兴奋、喜悦。从技术上来说，欣快在心理学中属于行为，但该术语通常俗称用来形容一种对事物超然的幸福和具有压倒性的滿足感的一种情绪波动。它也被定义为“情感状态呈现出夸张的幸福或兴高采烈”。
欣快感被普遍认为是一种病态的身体和心理状态，有时会通过使用精神药品来达到，而不是通过正常方式得到一种人类中的精神状态。然而，一些自然的行为，如性高潮、爱，或取得比赛胜利的运动员，可诱发短暂的这种兴奋状态。
欣快感也被用来指代进行某些仪式和冥想中的宗教或精神。
欣快也可以是一种心理障碍的结果。这些疾病包括躁郁症、循環性情感症和甲状腺功能亢进，也可以是头部受伤所导致。
欣快也可以发生在某些影响神经系统的疾病患者中，如梅毒和多发性硬化症。

## 引发欣快感的药物
鸦片类药物是指代包括吗啡、海洛因、可待因在内的镇痛麻药等的称呼，除了镇痛作用，这些药物还有镇静、强烈的欣快感、呼吸抑制、便秘等作用。
大麻中含有四氢大麻酚（THC）的成分，它的作用包括产生欣快感、不安缓解、鎮静、安眠。屈大麻酚以及Nabiximols等一些含有大麻成分的医药品，副作用（用药目的以外的作品）便有产生欣快感。合成大麻素也具有产生和大麻一样的欣快感。
亚甲二氧甲基苯丙胺（MDMA）的急性作用是产生健康的感觉、欣快感、增加对他人的共鸣。
氯胺酮（K粉）也可以使欣快感急速增加，它随着用量增高而增高。产生高峰状态的欣快感仅需数分钟时间。
γ-羟基丁酸（GHB）往往在娱乐场所被使用，副作用是产生性欲以及欣快感。在一些聚会上会被一些吸食者集体使用，少数人会以安眠为作用使用，但频繁的使用会产生依赖，戒断后会引起失眠。
还有（未详细列出）
- 可卡因
- 甾体激素（医药品）

## 延伸阅读
- Galazka, Kasia. "How Glee Makes You Glow". Psychology Today; Nov/Dec2010, Vol. 43 Issue 6, p22-22.